# 453 a. C.
El año 453 a. C. fue un año del calendario romano prejuliano. En el Imperio romano se conocía como el Año del consulado de Quintilio y Trigémino (o menos frecuentemente, año 301 Ab urbe condita). 

## Acontecimientos
- Un grupo de tesalios refunda la ciudad de Síbaris en Italia.

## Fallecimientos
- Servio Cornelio Maluginense

- Datos: Q235094